# Walkin'
Pour les articles homonymes, voir Walking.
Albums de Miles Davis
Blue Haze
(1954) Bags' Groove
(1954)
Walkin' est un album jazz hard bop du Miles Davis All Stars paru (sous la forme qui constitue la base de toutes les rééditions jusqu’à nos jours) en 1957, sur le label Prestige Records.

## Historique
Produit par Bob Weinstock pour son label Prestige Records, Walkin'  est le fruit de deux sessions d'enregistrement, en format All Stars, tenues au studio de Rudy Van Gelder à Hackensack les 3 et 29 avril 1954. Il s'agit d'un album tonique et singulier qui est le premier vrai succès discographique de Miles Davis. Les enregistrements se feront avec la même section rythmique et des souffleurs invités différents pour chaque séance: David Schildkraut (saxophone alto) lors de la première, et Lucky Thompson (saxophone ténor) et Jay Jay Johnson (trombone) lors de la seconde.
Dave Schildkraut, à la sonorité très parkerienne, est une figure du jazz aujourd'hui un peu oubliée dont le nom n'était pas mentionné avec ceux des autres musiciens sur la couverture originale du disque. Son bref solo sur "Solar" repousse encore les frontières du bebop et est considéré par certains comme la meilleure contribution individuelle de sa carrière. La séance du 29 avril constituait un retour sur disque pour Lucky Thompson. Il était prévu à l'origine que le sextet enregistre des morceaux qu'il avait arrangés, mais, en raison d'un manque de répétitions, le groupe fut contraint d'abandonner le projet alors qu'il était déjà en studio et d'opter pour deux jam sessions ayant produit "Walkin' " et "Blue 'n Boogie". Ces deux titres, avec Solar, deviendront des emblèmes du mouvement hard bop.
Avant sa parution sur disque de format 30 cm en 1957, l’essentiel de la musique contenue sur Walkin’ était paru en 1954 sur deux disques de format 25 cm : Prestige 182, qui incluait "Walkin'" et "Blue 'n' Boogie" ; et Prestige 185, qui incluait "Solar", "You Don't Know What Love Is" et un quatrième titre enregistré lors de la session du 3 avril, "I’ll Remember April". Ce dernier morceau fait maintenant partie de l'album Blue Haze.

## Réception
Bien que remarqués par certains connaisseurs, les deux disques de 25 cm sortirent dans une certaine indifférence. L’album définitif de 1957 est toutefois aujourd'hui considéré comme l'un des disques fondateurs du Hard bop. Il a fait l’objet, au fil des ans, de critiques extrêmement élogieuses. Particulièrement digne de mention est l’appréciation de Bob Weinstock, le fondateur et dirigeant de Prestige Records entre 1949 et 1971, qui déclare, dans le documentaire The Miles Davis Story, que Walkin’ est le meilleur disque à être jamais paru sur son label.
La musique que renferme Walkin’ peut être vue comme le retour en force de Miles Davis, qui, pendant quelque temps, avait presque abandonné la musique à cause de sa dépendance à l'héroïne. Un sevrage drastique, en 1953, lui permit de s'en sortir. À l'époque, l'émergence de deux nouveaux trompettistes aux styles distinctifs, Chet Baker et Clifford Brown, menaçait sérieusement sa réputation. L'album sera enregistré juste après quelques séances, elles aussi d'un style essentiellement hard bop, tenues en mars pour Blue Note et Prestige Records avec Art Blakey, Percy Heath et Horace Silver. Ces séances, les toutes premières de Miles Davis en studio après son sevrage, figurent sur les albums Volume One et Blue Haze.

## Musiciens
Séance du 3 avril 1954 : Miles Davis All Stars
- Miles Davis (Trompette)
- David Schildkraut (Saxophone alto), titres 3 et 5.
- Horace Silver (Piano)
- Percy Heath (Contrebasse)
- Kenny Clarke (Batterie)

Séance du 29 avril 1954 : Miles Davis All Star Sextet
- Miles Davis (Trompette)
- Lucky Thompson (Saxophone ténor)
- Jay Jay Johnson (Trombone)
- Horace Silver (Piano)
- Percy Heath (Contrebasse)
- Kenny Clarke (Batterie)

## Titres

### Liste des pistes

#### Séance du 29 avril 1954
1. Walkin' (Richard Carpenter) 13:24.
2. Blue 'n' Boogie (Dizzy Gillespie, Frank Paparelli) 8:15

#### Séance du 3 avril 1954
1. Solar (Miles Davis, Chuck Wayne) 4:41
2. You Don't Know What Love Is (Gene de Paul) 4:20
3. Love Me Or Leave Me (Walter Donaldson) 6:54

### Walkin'
Ce titre est particulièrement long (plus de 13 minutes) avec une ligne mélodique simple et des solos swinguants. Le thème musical d'ouverture est accrocheur ce qui en fait l'un des premiers tubes de Miles Davis.
Des doutes existent quant à l’attribution de "Walkin’" à Richard Carpenter, le gérant de Gene Ammons dans les années 50 et proche de Davis, de Chet Baker et de Dizzy Gillespie ; le titre fut quelquefois attribué à Miles Davis lui-même, il dériverait de Weirdo enregistré le 6 avril 1954 sur l'album Miles Davis Volume One chez Blue Note, lui-même dérivant de Gravy (1950) de Ammons...
Il fut un indélogeable du répertoire de Miles Davis en concert pendant une douzaine d’années environ. C’est le seul morceau dont on trouve au moins une version sur les disques live officiels suivants qui couvrent la période 1954-1966 : Pacific Jazz Festival (1956), In Person Friday and Saturday Nights at the Blackhawk, Complete (1961), At Carnegie Hall — The Complete Concert (1961), Miles Davis In Europe (1963), "Four" & more (1964), Miles In Tokyo (1964), Miles In Berlin (1964) et The Complete Live at the Plugged Nickel 1965. Le titre est également bien représenté sur les albums live non officiels ou bootlegs, comme Amsterdam Concert (1957), Olympia, 20th March 1960, In Stockholm Complete (1960) et Live In Paris en 1967.
Bill Evans et le clarinettiste Tony Scott arrangent et interprètent le titre en 1956.
En 1958 le titre "Sid's Ahead" de Miles Davis paru sur l'album Milestones est une reprise non déguisée de Walkin'.

### Solar
Il existe une controverse quant à la paternité de cette composition, ayant traditionnellement été attribuée à Miles Davis, mais qui pourrait en fait dériver d’une chanson, "Sonny", écrite par le guitariste Chuck Wayne dans les années 40.
Le titre, qui constitue un standard du jazz, a fait l’objet d’autres interprétations marquantes, notamment par Chet Baker (In New York), Bill Evans (Sunday at the Village Vanguard) et Brad Mehldau (Art of the Trio, vol. 4: Back at the Vanguard). Le monument funéraire de Miles Davis exhibe, sous la mention "In Memory of Sir Miles Davis 1926-1991", la retranscription d’un extrait de "Solar". Tout comme Ornithology de Parker et Satelite de Coltrane, Solar serait basé sur les mêmes accords que le standard How High the Moon (Morgan Lewis).

## Citations
« Cet album a entièrement bouleversé ma vie et ma carrière. J'avais pris J.J. Johnson et Lucky Thompson pour cette séance, parce que je cherchais le gros son que tous deux pouvaient me donner. Lucky pour le côté Ben Webster, mais be-bop aussi. J.J. avait aussi ce gros son. Il y avait Percy Heath à la basse, Art à la batterie et Horace au piano. On a travaillé tous les concepts musicaux dans ma chambre et celle d'Horace au Arlington Hotel. Beaucoup de trucs sont sortis du vieux piano d'Horace. À la fin de la séance, nous savions que nous avions fait quelque chose de bien -même Bob Weinstock et Rudy étaient emballés par ce qui en était sorti-, mais l'impact du disque n'a été sensible qu'après sa sortie, un peu plus tard cette même année. Ce disque faisait vraiment mal, avec Horace et son piano funky, et Art et ses putains de rythmes. C'était quelque chose. Je voulais ramener la musique vers le feu, vers les improvisations du Be-Bop, ce que Diz et Bird avaient amorcé. Mais je voulais aussi entraîner la musique en avant, vers une manière de blues plus funky, vers quoi Horace nous conduirait. Et avec moi, J.J. et Lucky par-dessus le marché, il fallait bien que ça décolle. »

— Miles Davis avec Quincy Troupe, Miles. L'autobiographie, Paris, Presses de la Renaissance, 1989, p. 152.

« Pour ma séance Prestige d'avril, Kenny Clarke a remplacé Art Blakey à la batterie parce que je voulais des balais. Quand il s'agissait de jouer doucement des balais, personne ne le faisait mieux que Klook. J'utilisais une sourdine, et je voulais de la douceur derrière moi, mais une douceur swinguante. »

— Miles Davis avec Quincy Troupe, Miles. L'autobiographie, Infolio, 2007, p. 189.